# Torsåstuppen

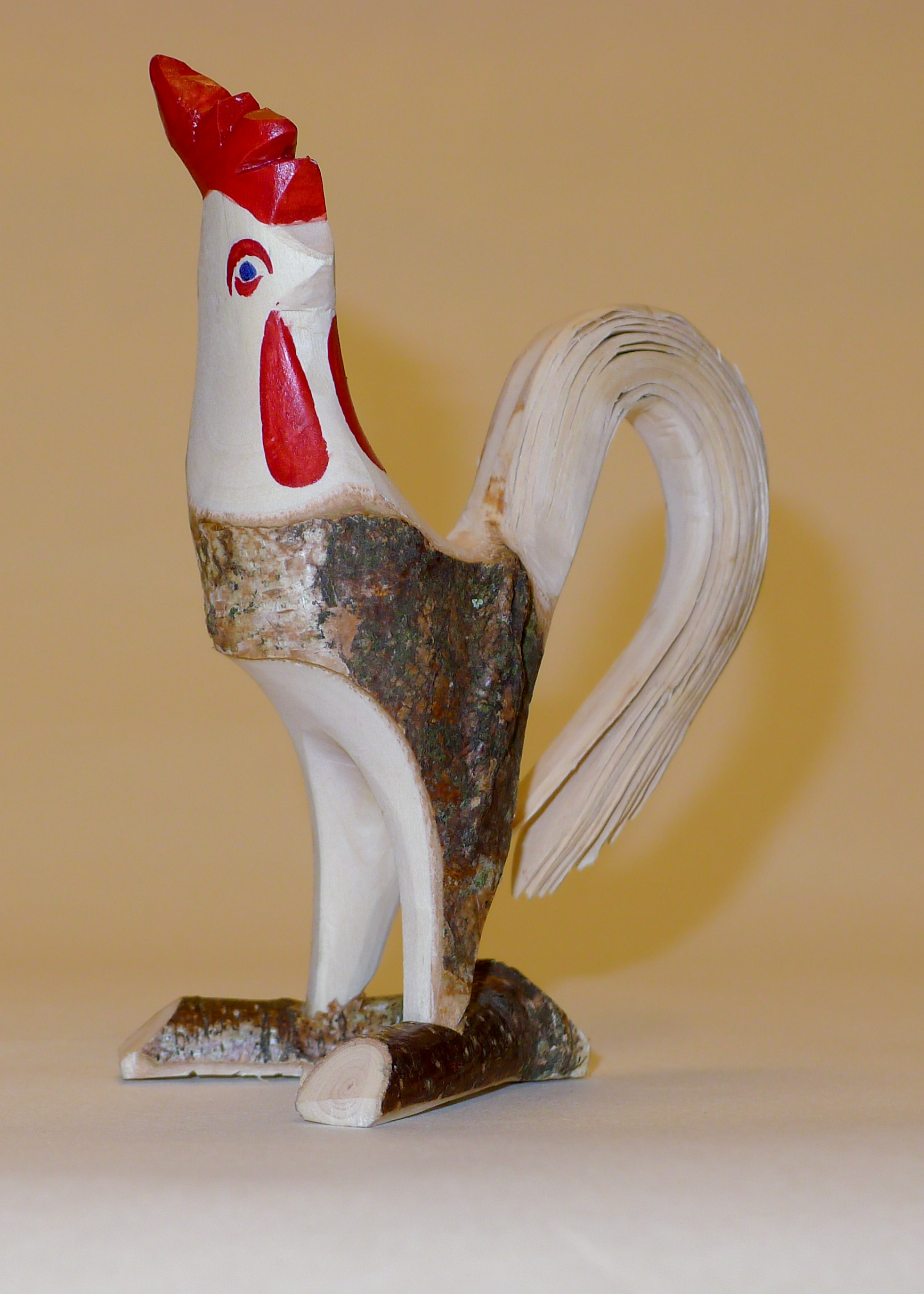
Slöjdad Torsåstupp i björk av Kjell Arvidsson.

Torsåstuppen är en slöjdad tupp gjord av björk. Torsåstuppen har kommit att bli en symbol för Torsås kommun och det så kallade Slöjdriket.
Torsåstuppen tillverkas av björk. Den slöjdas i ett stycke med huvud, kropp och stjärtfjädrar. Endast foten görs separat av en grenklyka. Den täljs ur en björkstam som har en lämplig kraftig gren som kan tjäna som stjärtfjädrar.
Tuppen är en välkänd symbol i Torsås kommun. I kommunens västra delar, omkring Gullabo, finns många slöjdare och därför kallas området ofta för Slöjdriket. Tidigare gjorde även kommunen anspelningar på tuppen i sin kommunslogan "Torsås - en fullfjädrad kommun".
Invid Torsås tidigare torg, nuvarande bussterminal, finns även Torsåstuppen som staty gjord i stål.